# Рывок (тяжёлая атлетика)

Рывок, боковая проекция

Рыво́к — одно из упражнений тяжелоатлетического двоеборья и двоеборья в гиревом спорте (другое упражнение — толчок, ранее также — жим). Во время соревнований по тяжёлой атлетике рывок выполняется первым.
Рывок — технически сложное движение, требующее скорости, силы, координации, гибкости. Состоит из следующих фаз:
1. Старт — взявшись за гриф штанги широким хватом и прогнув спину, спортсмен присаживается возле штанги, принимая стартовую позу.
2. Тяга — спортсмен поднимает («тянет») штангу (снаряд) несколько выше колен.
3. Подрыв — спортсмен резко выпрямляет спину, буквально выпрыгивая вверх.
4. Уход — во время движения разогнанной штанги вверх спортсмен быстро приседает, фиксируя штангу на вытянутых руках («низкий сед» или «разножка Попова»).
5. Подъём — из приседа спортсмен встаёт со штангой в руках.
6. Фиксация.

Вес штанги, поднимаемой в рывке, как правило ниже, чем результаты в толчке.

## Мировой рекорд
Источник:
Мужчины
| Весовая категория | Имя                 | Вес штанги |
| ----------------- | ------------------- | ---------- |
| 56 кг             | Wu Jingbiao         | 139 кг     |
| 62 кг             | Kim Un Guk          | 154 кг     |
| 69 кг             | Liao Hui            | 166 кг     |
| 77 кг             | Lu Xiaojun          | 177 кг     |
| 85 кг             | Андрей Рыбаков      | 187 кг     |
| 94 кг             | Akakios Kakiasvilis | 188 кг     |
| 105 кг            | Андрей Арямнов      | 200 кг     |
| 105+ кг           | Лаша Талахадзе      | 220 кг     |

Женщины
| Весовая категория | Имя                | Вес штанги |
| ----------------- | ------------------ | ---------- |
| 48 кг             | Ян Лянь            | 98 кг      |
| 53 кг             | Ли Пин             | 103 кг     |
| 58 кг             | Боянка Костова     | 112 кг     |
| 63 кг             | Светлана Царукаева | 117 кг     |
| 69 кг             | Лю Чуньхун         | 128 кг     |
| 75 кг             | Наталья Заболотная | 135 кг     |
| 75+ кг            | Татьяна Каширина   | 155 кг     |